# Радиоактивный распад
Радиоакти́вный распа́д (от лат. radius «луч» и āctīvus «действенный», через фр. radioactif, дословно — «радиоактивность») — спонтанное изменение состава (заряда Z, массового числа A) или внутреннего строения нестабильных атомных ядер путём испускания элементарных частиц, гамма-квантов и/или ядерных фрагментов. Процесс радиоактивного распада также называют радиоакти́вностью, а соответствующие нуклиды — радиоактивными (радионуклидами). Радиоактивными называют также вещества, содержащие радиоактивные ядра.

## Теория
Естественная радиоактивность — самопроизвольный распад атомных ядер, встречающихся в природе.
Искусственная радиоактивность — самопроизвольный распад атомных ядер, полученных искусственным путём через соответствующие ядерные реакции.
Ядро, испытывающее радиоактивный распад, и ядро, возникающее в результате этого распада, называют соответственно материнским и дочерним ядрами. Изменение массового числа и заряда дочернего ядра по отношению к материнскому описывается правилом смещения Содди.
Распад, сопровождающийся испусканием альфа-частиц, назвали альфа-распадом; распад, сопровождающийся испусканием бета-частиц, был назван бета-распадом (в настоящее время известно, что существуют типы бета-распада без испускания бета-частиц, однако бета-распад всегда сопровождается испусканием нейтрино или антинейтрино). Термин «гамма-распад» применяется редко; испускание ядром гамма-квантов называют обычно изомерным переходом. Гамма-излучение часто сопровождает другие типы распада, когда в результате первого этапа распада возникает дочернее ядро в возбуждённом состоянии, затем испытывающее переход в основное состояние с испусканием гамма-квантов.
Энергетические спектры α-частиц и γ-квантов, излучаемых радиоактивными ядрами, прерывистые («дискретные»), а спектр β-частиц — непрерывный.
В настоящее время, кроме альфа-, бета- и гамма-распадов, обнаружены распады с испусканием нейтрона, протона (а также двух протонов), кластерная радиоактивность, спонтанное деление. Электронный захват, позитронный распад (или β+-распад), а также двойной бета-распад (и его виды) обычно считаются различными типами бета-распада.
Некоторые изотопы могут испытывать одновременно два или более видов распада. Например, висмут-212 распадается с вероятностью 64 % в таллий-208 (посредством альфа-распада) и с вероятностью 36 % в полоний-212 (посредством бета-распада).
Образовавшееся в результате радиоактивного распада дочернее ядро иногда оказывается также радиоактивным и через некоторое время тоже распадается. Процесс радиоактивного распада будет происходить до тех пор, пока не появится стабильное, то есть нерадиоактивное ядро. Последовательность таких распадов называется цепочкой распадов, а последовательность возникающих при этом нуклидов называется радиоактивным рядом. В частности, для радиоактивных рядов, начинающихся с урана-238, урана-235 и тория-232, конечными (стабильными) нуклидами являются соответственно свинец-206, свинец-207 и свинец-208.
Ядра с одинаковым массовым числом A (изобары) могут переходить друг в друга посредством бета-распада. В каждой изобарной цепочке содержится от 1 до 3 бета-стабильных нуклидов (они не могут испытывать бета-распад, однако не обязательно стабильны по отношению к другим видам радиоактивного распада). Остальные ядра изобарной цепочки бета-нестабильны; путём последовательных бета-минус- или бета-плюс-распадов они превращаются в ближайший бета-стабильный нуклид. Ядра, находящиеся в изобарной цепочке между двумя бета-стабильными нуклидами, могут испытывать и β−-, и β+-распад (или электронный захват). Например, существующий в природе радионуклид калий-40 способен распадаться в соседние бета-стабильные ядра аргон-40 и кальций-40:
{\displaystyle {}_{19}^{40}{\textrm {K}}+e^{-}\rightarrow {}_{18}^{40}{\textrm {Ar}}+\nu _{e},}
{\displaystyle {}_{19}^{40}{\textrm {K}}\rightarrow {}_{18}^{40}{\textrm {Ar}}+e^{+}+\nu _{e},}
{\displaystyle {}_{19}^{40}{\textrm {K}}\rightarrow {}_{20}^{40}{\textrm {Ca}}+e^{-}+{\bar {\nu }}_{e}.}

## Радиоактивность природных элементов
Экспериментально установлено, что радиоактивны, то есть не имеют стабильных изотопов, все химические элементы с порядковым номером, большим 82 (то есть начиная с висмута).
Все более лёгкие элементы, помимо стабильных изотопов, имеют радиоактивные изотопы с разными периодами полураспада, варьирующимися от долей наносекунды до значений, на много порядков превышающих возраст Вселенной. Например, теллур-128 имеет самый долгий измеренный период полураспада из всех изученных радионуклидов, ~2,2·1024 лет.
Исключение по нестабильности из элементов легче висмута составляют прометий и технеций, не имеющие долгоживущих относительно длительности геологических эпох изотопов. Наиболее долгоживущий изотоп технеция — технеций-98 — имеет период полураспада около 4,2 млн лет, а самый долгоживущий изотоп прометия — прометий-145 — 17,5 лет. Поэтому изотопы технеция и прометия со времени формирования Земли не сохранились в земной коре и получены искусственно.
Существует много природных радиоактивных изотопов, период полураспада которых соизмерим с возрастом Земли или многократно превышает его, поэтому, несмотря на их радиоактивность, эти изотопы содержатся в природной изотопной смеси соответствующих элементов. Примерами могут служить калий-40, рений-187, рубидий-87, теллур-128 и многие другие.
Измерение отношения концентраций некоторых из долгоживущих изотопов и продуктов их распада позволяет проводить абсолютную датировку минералов, горных пород и метеоритов в геологии.

## История открытия
Радиоактивность была открыта в 1896 году французским физиком А. Беккерелем. Он занимался исследованием связи люминесценции и недавно открытых рентгеновских лучей.
Беккерелю пришла в голову мысль: «Не сопровождается ли всякая люминесценция рентгеновскими лучами?» Для проверки своей догадки он взял несколько соединений, в том числе одну из солей урана, фосфоресцирующую жёлто-зелёным светом. Осветив её солнечным светом, он завернул соль в чёрную бумагу и положил в тёмном шкафу на фотопластинку, тоже завёрнутую в чёрную бумагу. Через некоторое время, проявив пластинку, Беккерель действительно увидел изображение куска соли. Но люминесцентное излучение не могло пройти через чёрную бумагу, и только рентгеновские лучи могли в этих условиях засветить пластинку. Беккерель повторил опыт несколько раз и с одинаковым успехом.
24 февраля 1896 года на заседании Французской академии наук он сделал сообщение «Об излучении, производимом фосфоресценцией». Но уже через несколько дней в интерпретацию полученных результатов пришлось внести корректировки. 26 и 27 февраля в лаборатории Беккереля был подготовлен очередной опыт с небольшими изменениями, но из-за облачной погоды он был отложен. Не дождавшись хорошей погоды, 1 марта Беккерель проявил пластинку, на которой лежала урановая соль, так и не облучённая солнечным светом. Она, естественно, не фосфоресцировала, но отпечаток на пластинке получился. Уже 2 марта Беккерель доложил об этом открытии на заседании Парижской Академии наук, озаглавив свою работу «О невидимой радиации, производимой фосфоресцирующими телами».
Впоследствии Беккерель испытал и другие соединения и минералы урана (в том числе не проявляющие фосфоресценции), а также металлический уран. Пластинка неизменно засвечивалась. Поместив между солью и пластинкой металлический крестик, Беккерель получил слабые контуры крестика на пластинке. Тогда стало ясно, что открыты новые лучи, проходящие сквозь непрозрачные предметы, но не являющиеся рентгеновскими.
Беккерель установил, что интенсивность излучения определяется только количеством урана в препарате и совершенно не зависит от того, в какие соединения он входит. Таким образом, это свойство было присуще не соединениям, а химическому элементу — урану.
Своим открытием Беккерель делится с учёными, с которыми он сотрудничал. В 1898 г. Мария Кюри и Пьер Кюри обнаружили радиоактивность тория, позднее ими были открыты радиоактивные элементы полоний и радий.
Они выяснили, что свойством естественной радиоактивности обладают все соединения урана и в наибольшей степени сам уран. Беккерель же вернулся к интересующим его люминофорам. Правда, он сделал ещё одно крупное открытие, относящееся к радиоактивности. Однажды для публичной лекции Беккерелю понадобилось радиоактивное вещество, он взял его у супругов Кюри и положил пробирку в жилетный карман. Прочтя лекцию, он вернул радиоактивный препарат владельцам, а на следующий день обнаружил на теле под жилетным карманом покраснение кожи в форме пробирки. Беккерель рассказал об этом Пьеру Кюри, и тот поставил на себе опыт: в течение десяти часов носил привязанную к предплечью пробирку с радием. Через несколько дней у него тоже появилось покраснение, перешедшее затем в тяжелейшую язву, от которой он страдал в течение двух месяцев. Так впервые было открыто биологическое действие радиоактивности.
Но и после этого супруги Кюри мужественно делали своё дело. Достаточно сказать, что Мария Кюри умерла от осложнений, связанных в том числе с длительной работой с радием, в 1934 г.
В 1955 г. были обследованы записные книжки Марии Кюри. Они до сих пор излучают из-за радиоактивного загрязнения, внесённого при их заполнении. На одном из листков сохранился радиоактивный отпечаток пальца Пьера Кюри.

## Закон радиоактивного распада

Моделирование распада многих идентичных атомов. Начиная с 4 атомов (слева) и 400 (справа). Сверху показано число периодов полураспада.

Закон радиоактивного распада — закон, открытый Фредериком Содди и Эрнестом Резерфордом экспериментальным путём и сформулированный в 1903 году. Современная формулировка закона:
{\displaystyle {\frac {dN}{dt}}=-\lambda N,}
что означает, что число распадов за интервал времени t в произвольном веществе пропорционально числу N имеющихся в образце радиоактивных атомов данного типа.
Решение этого дифференциального уравнения с начальным условием {\displaystyle N=N_{0}} при {\displaystyle t=0:}
{\displaystyle N(t)=N_{0}e^{-\lambda t}=N_{0}e^{-{\frac {t}{\tau }}},}
где {\displaystyle \tau } — среднее время жизни радиоактивного атома.
В этом математическом выражении λ — постоянная распада, которая характеризует вероятность радиоактивного распада за единицу времени и имеет размерность с−1. Знак минус указывает на убывание числа радиоактивных ядер со временем. Закон выражает независимость распада радиоактивных ядер друг от друга и от времени: вероятность распада данного ядра в каждую следующую единицу времени не зависит от времени, прошедшего с начала эксперимента, и от количества ядер, оставшихся в образце.

Экспоненциальная кривая радиоактивного распада: по оси абсцисс («оси x») — нормированное время по оси ординат («оси y») — доля ещё нераспавшихся ядер или скорость распада в единицу времени

Этот закон считается основным законом радиоактивности, из него было извлечено несколько важных следствий, среди которых формулировки характеристик распада — среднее время жизни атома и период полураспада.
Константа распада радиоактивного ядра в большинстве случаев практически не зависит от окружающих условий (температуры, давления, химического состава вещества и т. п.). Например, твёрдый тритий T2 при температуре в несколько кельвинов распадается с той же скоростью, что и газообразный тритий при комнатной температуре или при температуре в тысячи кельвинов; тритий в составе молекулы T2 распадается с той же скоростью, что и в составе, например, аминокислоты валина с атомами трития вместо атомов протия (обычного водорода).
Слабые изменения константы распада в лабораторных условиях обнаружены лишь для электронного захвата — доступные в лаборатории температуры и давления, а также изменение химического состава способны несколько изменять плотность электронного облака в окружении ядра, что приводит к изменению скорости распада на доли процента. Однако в достаточно жёстких условиях (высокая ионизация атома, высокая плотность электронов, высокий химический потенциал нейтрино, сильные магнитные поля), труднодостижимых в лаборатории, но реализующихся, например, в ядрах звёзд, другие типы распадов тоже могут изменять свою вероятность.
Постоянство константы радиоактивного распада позволяет измерять возраст различных природных и искусственных объектов по результатам измерения концентрации входящих в их состав радиоактивных ядер и концентрации накопленных продуктов распада. Разработан ряд методов радиоизотопного датирования, позволяющих измерять возраст объектов в диапазоне от единиц до миллиардов лет; среди них наиболее известны радиоуглеродный метод, уран-свинцовый метод, уран-гелиевый метод, калий-аргоновый метод и др.

## Виды частиц, испускаемых при радиоактивном распаде
Э. Резерфорд экспериментально установил (1899), что соли урана испускают лучи трёх типов, которые по-разному отклоняются в магнитном поле:
- лучи первого типа отклоняются так же, как поток положительно заряженных частиц; их назвали α-лучами;
- лучи второго типа обычно отклоняются в магнитном поле так же, как поток отрицательно заряженных частиц, их назвали β-лучами (существуют, однако, позитронные бета-лучи, отклоняющиеся в противоположную сторону);
- лучи третьего типа, которые не отклоняются магнитным полем, назвали γ-излучением.

Хотя в ходе исследований были обнаружены и другие типы частиц, испускающихся при радиоактивном распаде, перечисленные названия сохранились до сих пор, поскольку соответствующие типы распадов наиболее распространены.
При взаимодействии распадающегося ядра с электронной оболочкой возможно испускание частиц (рентгеновских фотонов, Оже-электронов, конверсионных электронов) из электронной оболочки. Первые два типа излучений возникают при появлении в электронной оболочке вакансии (в частности, при электронном захвате и при изомерном переходе с излучением конверсионного электрона) и последующем каскадном заполнении этой вакансии. Конверсионный электрон испускается в процессе изомерного перехода с внутренней конверсией, когда энергия, выделяющаяся при переходе между уровнями ядра, не уносится гамма-квантом, а передаётся одному из электронов оболочки.
При спонтанном делении ядро распадается на два (реже три) относительно лёгких ядра — так называемые осколки деления — и несколько нейтронов. При кластерном распаде (являющемся промежуточным процессом между делением и альфа-распадом) тяжёлым материнским ядром испускается относительно лёгкое ядро (14C, 16O и т. п.).
При протонном (двухпротонном) и нейтронном распаде ядро испускает соответственно протоны и нейтроны.
Во всех типах бета-распада (кроме предсказанного, но пока не открытого безнейтринного) ядром испускается нейтрино или антинейтрино.

## Типы радиоактивного распада
Все типы распада можно разделить на три группы:
1. Подобные α-распаду. Это кластерный распад, протонная эмиссия, нейтронная эмиссия и другие. Во всех случаях происходит «откалывание» части нуклонов от ядра.
2. Подобные β-распаду. Это β⁻-распад, β⁺-распад, двойные β-распады, электронный захват. В них распад происходит за счёт слабого взаимодействия. Число нуклонов в ядре не меняется, но протоны превращаются в нейтроны (или наоборот) с изменением заряда ядра.
3. Подобные γ-распаду. Это γ-распад (изомерный переход) и внутренняя конверсия. Здесь происходит перестройка ядра с эмиссией фотона или передачей энергии электрону оболочки. Нуклонный состав и заряд ядра не меняется.

Возможны также комбинированные распады: например, альфа-распад на возбуждённый уровень с последующей эмиссией гамма-кванта или бета-распад на высоковозбуждённый уровень с испусканием «запаздывающего» нейтрона.
| Название распада                        | Название распада  | Описание | Дочернее ядро     | Эмиссия           |
| Нуклонная эмиссия                       | Нуклонная эмиссия | Нуклонная эмиссия | Нуклонная эмиссия | Нуклонная эмиссия |
| --------------------------------------- | ----------------- | --- | ----------------- | ----------------- |
| Альфа-распад                            | α                 | От ядра отделяется α-частица — ядро атома гелия-4. | (A − 4, Z − 2)    | ⁴He               |
| Протонная эмиссия                       | p                 | Отделяется 1-2 нуклона. Характерен для лёгких ядер с большим излишком протонов или нейтронов. | (A − 1, Z − 1)    | p                 |
| Двухпротонный распад                    | 2p                | Отделяется 1-2 нуклона. Характерен для лёгких ядер с большим излишком протонов или нейтронов. | (A − 2, Z − 2)    | 2p                |
| Нейтронная эмиссия                      | n                 | Отделяется 1-2 нуклона. Характерен для лёгких ядер с большим излишком протонов или нейтронов. | (A − 1, Z)        | n                 |
| Двухнейтронный распад                   | 2n                | Отделяется 1-2 нуклона. Характерен для лёгких ядер с большим излишком протонов или нейтронов. | (A − 2, Z)        | 2n                |
| Кластерный распад                       | CD                | Отделяется кластер — ядро тяжелее ⁴He, но намного легче дочернего ядра. | (A − Aₓ, Z − Zₓ)  | (Aₓ, Zₓ)          |
| Спонтанное деление                      | SF                | Ядро делятся примерно пополам. Характерно для тяжёлых ядер (трансурановых) | 2(~A/2, ~Z/2)     | 2-5n              |
| Различные β-распады                     |                   | |                   |                   |
| Бета-минус-распад                       | β⁻                | Нейтрон распадается за счёт слабого взаимодействия с испусканием электрона и антинейтрино: {\displaystyle n\longrightarrow p+e^{-}+{\bar {\nu }}} (в редких случаях электрон может остаться в электронной оболочке: бета-минус-распад в связанное состояние) | (A, Z + 1)        | e⁻ + ν            |
| Бета-плюс-распад (позитронная эмиссия)  | β⁺                | Обратный процесс. Протон превращается в нейтрон, испуская позитрон и нейтрино: {\displaystyle p\longrightarrow n+e^{+}+\nu } | (A, Z − 1)        | e⁺ + ν            |
| Электронный захват                      | ε                 | Протон захватывает электрон из электронной оболочки атома, превращаясь в нейтрон и испуская нейтрино: {\displaystyle p+e^{-}\longrightarrow n+\nu } | (A, Z − 1)        | ν                 |
| Двойной бета-минус-распад               | 2β⁻               | Происходит два распада нейтрона одновременно: {\displaystyle 2n\longrightarrow 2p+2e^{-}+2{\bar {\nu }}}. Предсказан, но не наблюдался безнейтринный двойной бета-распад, в котором испускаются только электроны.                                            | (A, Z + 2)        | 2e⁻ + 2ν          |
| Двойной позитронный распад              | 2β⁺               | Происходит два распада протона одновременно. Каждый распад может быть либо позитронной эмиссией, либо электронным захватом. Предсказаны, но не наблюдались безнейтринные двойные бета-процессы всех видов.                                                   | (A, Z − 2)        | 2e⁺ + 2ν          |
| Двойной электронный захват              | 2ε                | Происходит два распада протона одновременно. Каждый распад может быть либо позитронной эмиссией, либо электронным захватом. Предсказаны, но не наблюдались безнейтринные двойные бета-процессы всех видов.                                                   | (A, Z − 2)        | 2ν                |
| Электронный захват с эмиссией позитрона | εβ⁺               | Происходит два распада протона одновременно. Каждый распад может быть либо позитронной эмиссией, либо электронным захватом. Предсказаны, но не наблюдались безнейтринные двойные бета-процессы всех видов.                                                   | (A, Z − 2)        | e⁺ + 2ν           |
| Изомерный переход                       |                   | |                   |                   |
| Гамма-распад                            | γ                 | Ядро переходит из возбуждённого состояния в более низколежащее возбуждённое или в основное состояние. | (A, Z)            | γ                 |
| Внутренняя конверсия                    | IC                | Испущенный γ-квант поглощается электроном из эл. оболочки атома. Он либо переходит на новый уровень, либо становится свободным (конверсионный электрон) | (A, Z)            | e⁻                |

## Альфа-распад
Альфа-распадом называют самопроизвольный распад атомного ядра на дочернее ядро и α-частицу (ядро атома 4He).
Альфа-распад, как правило, происходит в тяжёлых ядрах с массовым числом А ≥ 140 (хотя есть несколько исключений). Внутри тяжёлых ядер за счёт свойства насыщения ядерных сил образуются обособленные α-частицы, состоящие из двух протонов и двух нейтронов. Образовавшаяся α-частица подвержена большему действию кулоновских сил отталкивания от протонов ядра, чем отдельные протоны. Одновременно α-частица испытывает меньшее ядерное притяжение к нуклонам ядра, чем остальные нуклоны. Образовавшаяся альфа-частица на границе ядра отражается от потенциального барьера внутрь, однако с некоторой вероятностью она может преодолеть его (см. Туннельный эффект) и вылететь наружу. С уменьшением энергии альфа-частицы проницаемость потенциального барьера очень быстро (экспоненциально) уменьшается, поэтому время жизни ядер с меньшей доступной энергией альфа-распада при прочих равных условиях больше.
Правило смещения Содди для α-распада:
{\displaystyle {}_{Z}^{A}{\textrm {X}}\rightarrow {}_{Z-2}^{A-4}{\textrm {Y}}+{}_{2}^{4}{\textrm {He}}.}
Пример (альфа-распад урана-238 в торий-234):
{\displaystyle {}_{92}^{238}{\textrm {U}}\rightarrow {}_{90}^{234}{\textrm {Th}}+{}_{2}^{4}{\textrm {He}}.}
В результате α-распада атом смещается на 2 клетки к началу таблицы Менделеева (то есть заряд ядра Z уменьшается на 2), массовое число дочернего ядра уменьшается на 4.

## Бета-распад

### Бета-минус-распад
Беккерель доказал, что β-лучи являются потоком электронов. Бета-распад — это проявление слабого взаимодействия.
Бета-распад (точнее, бета-минус-распад, β−-распад) — это радиоактивный распад, сопровождающийся испусканием из ядра электрона и электронного антинейтрино.

Фейнмановская диаграмма бета-минус-распада: d-кварк в одном из нейтронов ядра превращается в u-кварк, испуская виртуальный W-бозон, который распадается в электрон и электронное антинейтрино

Бета-распад является внутринуклонным процессом. Бета-минус-распад происходит вследствие превращения одного из d-кварков в одном из нейтронов ядра в u-кварк; при этом происходит превращение нейтрона в протон с испусканием электрона и антинейтрино:
{\displaystyle {}_{0}^{1}{\textrm {n}}\rightarrow {}_{1}^{1}{\textrm {p}}+{}_{-1}^{0}{\textrm {e}}+{\bar {\nu }}_{e}.}
Свободные нейтроны также испытывают β−-распад, превращаясь в протон, электрон и антинейтрино (см. Бета-распад нейтрона).
Правило смещения Содди для β−-распада:
{\displaystyle {}_{Z}^{A}{\textrm {X}}\rightarrow {}_{Z+1}^{A}{\textrm {Y}}+{}_{-1}^{0}{\textrm {e}}+{\bar {\nu }}_{e}.}
Пример (бета-распад трития в гелий-3):
{\displaystyle {}_{1}^{3}{\textrm {H}}\rightarrow {}_{2}^{3}{\textrm {He}}+{}_{-1}^{0}{\textrm {e}}+{\bar {\nu }}_{e}.}
После β−-распада элемент смещается на 1 клетку к концу таблицы Менделеева (заряд ядра увеличивается на единицу), тогда как массовое число ядра при этом не меняется.

### Позитронный распад и электронный захват

Фейнмановская диаграмма позитронного распада: u-кварк в одном из протонов ядра превращается в d-кварк, испуская виртуальный W-бозон, который распадается в позитрон и электронное нейтрино

Фейнмановская диаграмма электронного захвата: u-кварк в одном из протонов ядра превращается в d-кварк, испуская виртуальный W-бозон, который взаимодействует с электроном оболочки, превращая его в электронное нейтрино

Существуют также другие типы бета-распада. В позитронном распаде (бета-плюс-распаде) ядро испускает позитрон и электронное нейтрино. При β+-распаде заряд ядра уменьшается на единицу (ядро смещается на одну клетку к началу таблицы Менделеева), то есть один из протонов ядра превращается в нейтрон, испуская позитрон и нейтрино (на кварковом уровне этот процесс можно описать как превращение одного из u-кварков в одном из протонов ядра в d-кварк; свободный протон не может распасться в нейтрон, это запрещено законом сохранения энергии, так как нейтрон тяжелее протона; однако в ядре такой процесс возможен, если разность масс материнского и дочернего атома положительна). Позитронный распад всегда сопровождается конкурирующим процессом — электронным захватом; в этом процессе ядро захватывает электрон из атомной оболочки и испускает нейтрино, при этом заряд ядра также уменьшается на единицу. Однако обратное неверно: для многих нуклидов, испытывающих электронный захват (ε-захват), позитронный распад запрещён законом сохранения энергии. В зависимости от того, с какой из электронных оболочек атома (K, L, M,…) захватывается электрон при ε-захвате, процесс обозначается как К-захват, L-захват, M-захват, …; все они, при наличии соответствующих оболочек и достаточности энергии распада, обычно конкурируют, однако наиболее вероятен К-захват, поскольку концентрация электронов K-оболочки вблизи ядра выше, чем более удалённых оболочек. После захвата электрона образовавшаяся вакансия в электронной оболочке заполняется путём перехода электрона из более высокой оболочки, этот процесс может быть каскадным (после перехода вакансия не исчезает, а смещается на более высокую оболочку), а энергия уносится посредством рентгеновских фотонов и/или оже-электронов с дискретным энергетическим спектром.
Правило смещения Содди для β+-распада и электронного захвата:
{\displaystyle {}_{Z}^{A}{\textrm {X}}\rightarrow {}_{Z-1}^{A}{\textrm {Y}}+e^{+}+\nu _{e}.}
{\displaystyle {}_{Z}^{A}{\textrm {X}}+e^{-}\rightarrow {}_{Z-1}^{A}{\textrm {Y}}+\nu _{e}.}
Пример (ε-захват бериллия-7 в литий-7):
{\displaystyle {}_{4}^{7}{\textrm {Be}}+e^{-}\rightarrow {}_{3}^{7}{\textrm {Li}}+\nu _{e}.}
После позитронного распада и ε-захвата элемент смещается на 1 клетку к началу таблицы Менделеева (заряд ядра уменьшается на единицу), тогда как массовое число ядра при этом не меняется.

### Двойной бета-распад
Наиболее редким из всех известных типов радиоактивного распада является двойной бета-распад, он обнаружен на сегодня лишь для четырнадцати нуклидов, и период полураспада для любого из них превышает 1018 лет. Двойной бета-распад, в зависимости от нуклида, может происходить:
- с повышением заряда ядра на 2 (при этом испускаются два электрона и два антинейтрино, 2β−-распад)
- с понижением заряда ядра на 2, при этом испускаются два нейтрино два позитрона (двухпозитронный распад, 2β+-распад)
- испускание одного позитрона сопровождается захватом электрона из оболочки (электрон-позитронная конверсия, или εβ+-распад)
- захватываются два электрона (двойной электронный захват, 2ε-захват).

Предсказан, но ещё не открыт безнейтринный двойной бета-распад.

### Общие свойства бета-распада
Все типы бета-распада сохраняют массовое число ядра, поскольку при любом бета-распаде общее количество нуклонов в ядре не изменяется, лишь один или два нейтрона превращаются в протоны (или наоборот).

## Гамма-распад (изомерный переход)
Почти все ядра имеют, кроме основного квантового состояния, дискретный набор возбуждённых состояний с большей энергией (исключением являются ядра 1H, 2H, 3H и 3He). Возбуждённые состояния могут заселяться при ядерных реакциях либо радиоактивном распаде других ядер. Большинство возбуждённых состояний имеют очень малые времена жизни (менее наносекунды). Однако существуют и достаточно долгоживущие состояния (чьё время жизни измеряется микросекундами, сутками или годами), которые называются изомерными, хотя граница между ними и короткоживущими состояниями весьма условна. Изомерные состояния ядер, как правило, распадаются в основное состояние (иногда через несколько промежуточных состояний). При этом излучаются один или несколько гамма-квантов; возбуждение ядра может сниматься также посредством вылета конверсионных электронов из атомной оболочки. Изомерные состояния могут распадаться также и посредством обычных бета- и альфа-распадов.

## Специальные виды радиоактивности
- Спонтанное деление
- Кластерная радиоактивность
- Протонный распад
- Двухпротонная радиоактивность
- Нейтронная радиоактивность

## Биологическое действие радиоактивности
Радиоактивность окружает нас повсюду. Даже элементы, из которых состоят тела людей, содержат радиоактивные изотопы, например калия-40 и углерода-14.
При радиоактивном распаде практически всегда испускается ионизирующее излучение. Изменения в молекулах ДНК, вызванные ионизирующим излучением, могут привести к мутации клеток. Подавляющее большинство таких мутаций не опасно для здоровья человека, но некоторые мутации могут вызвать раковые заболевания. Приблизительно 80 % среднегодовой дозы ионизирующего излучения, которые получают люди во всем мире, составляют дозы от природных источников, в том числе от радиоактивного распада (но также и от источников, не связанных напрямую с радиоактивностью, например от космического излучения). Самым существенным из природных источников облучения является альфа-распад радона, вдыхаемого людьми в зданиях.